# Снукерный сезон 2005/2006
Снукерный сезон 2005/2006 — серия профессиональных снукерных турниров с 2005 по 2006 год. Ниже представлена таблица с полным расписанием соревнований.

## Результаты
| Дата                    | Турнир                    | Место             | Победитель       | Финалист         | Счёт        |
| 17 — 21 августа         | Трофей Северной Ирландии  | Белфаст           | Мэттью Стивенс   | Стивен Хендри    | 9:7         |
| 15 сентября — 4 декабря | Премьер-лига              | Манчестер (финал) | Ронни О'Салливан | Стивен Хендри    | 6:0         |
| 8 — 16 октября          | Гран-при                  | Престон           | Джон Хиггинс     | Ронни О'Салливан | 9:2         |
| 29 октября              | Pot Black Cup             | Вестминстер       | Мэттью Стивенс   | Шон Мёрфи        | 1:0 (53-27) |
| 5 — 18 декабря          | Чемпионат Великобритании  | Йорк              | Дин Цзюньхуэй    | Стив Дэвис       | 10:6        |
| 15 — 22 января          | Мастерс                   | Лондон            | Джон Хиггинс     | Ронни О'Салливан | 10:9        |
| 30 января — 5 февраля   | Кубок Мальты              | Портомасо         | Кен Доэрти       | Джон Хиггинс     | 9:8         |
| 27 февраля — 5 марта    | Открытый чемпионат Уэльса | Ньюпорт           | Стивен Ли        | Шон Мёрфи        | 9:4         |
| 19 — 26 марта           | Открытый чемпионат Китая  | Пекин             | Марк Уильямс     | Джон Хиггинс     | 9:8         |
| 15 апреля — 1 мая       | Чемпионат мира            | Шеффилд           | Грэм Дотт        | Питер Эбдон      | 18:14       |

## См.также
- Официальный рейтинг снукеристов на сезон 2005/2006